# Възела
Възела е връх в Пирин, разположен на централното било на изток от връх Бъндеришки чукар. Със своите 2620 м н.в. той е сравнително нисък спрямо околните върхове. Името си носи от обстоятелството, че от него на север води началото си Тодорин рид. Освен това при Възела централното било свива на юг. Върхът не е скалист и труднодостъпен, той е място често посещавано от туристи, защото в непосредствена близост минава пътеката от хижа „Вихрен“ към Тевното езеро. Откъдето и да бъде гледан, той изглежда достъпен и не впечатлява с ръбове и скали. От него започват Бъндеришкият циркус и циркусите на Василашките и Башлийските езера. Хижите „Вихрен“ и „Демяница“ са най-близките изходни точки за връх Възела.